# Stenopeliks
Stenopeliks (Stenopelix valdensis) – dinozaur z grupy pachycefalozaurów (Pachycephalosauria).
Żył w epoce wczesnej kredy (ok. 125 mln lat temu) na terenach współczesnej Europy. Długość ciała ok. 1,5 m. Jego szczątki znaleziono w Niemczech.
Dokładna przynależność systematyczna stenopeliksa jest dosyć niejasna, ponieważ nie znaleziono jego czaszki. Z pewnością można zaliczyć go do marginocefali. Obecnie zaczyna przeważać pogląd, że stenopeliksa można uznać za bazalnego przedstawiciela rodziny pachycefalozaurów (Pachycephalosauridae).